# Dostojka pales
Dostojka pales (Boloria pales) – motyl dzienny z rodziny rusałkowatych.

## Wygląd
Rozpiętość skrzydeł od 35 do 38 mm, dymorfizm płciowy niewielki.

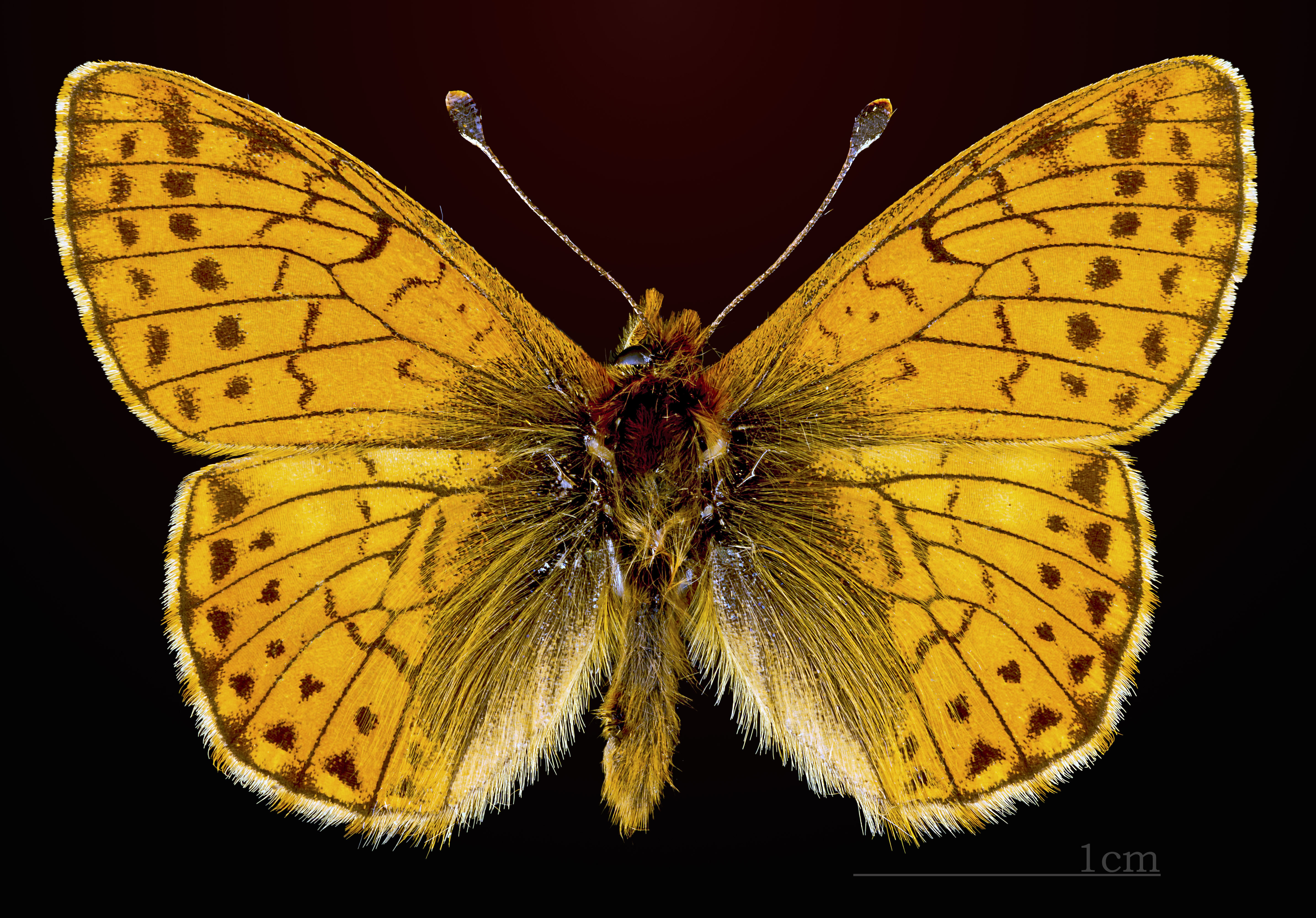
Boloria pales pales
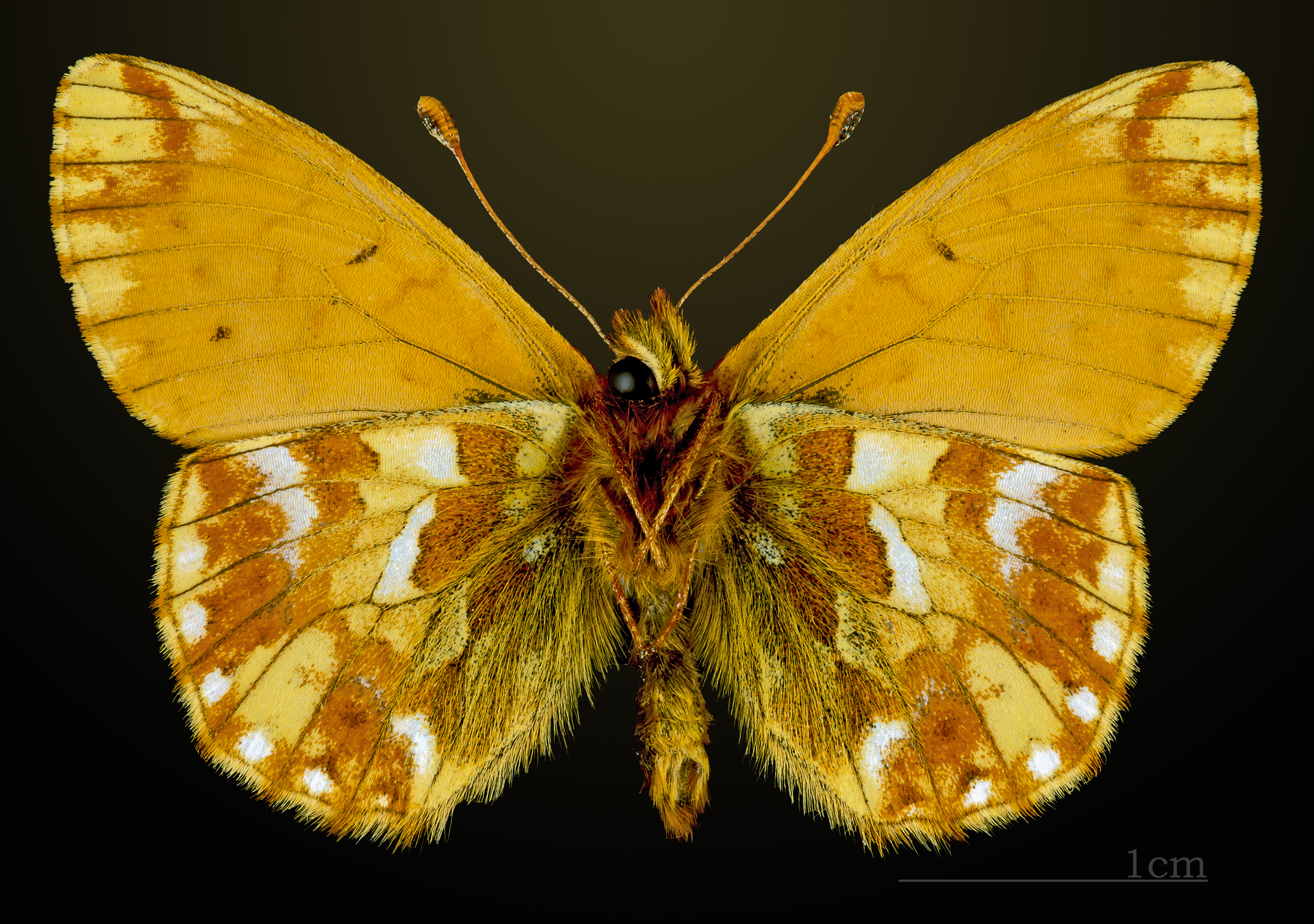
△ Boloria pales pales
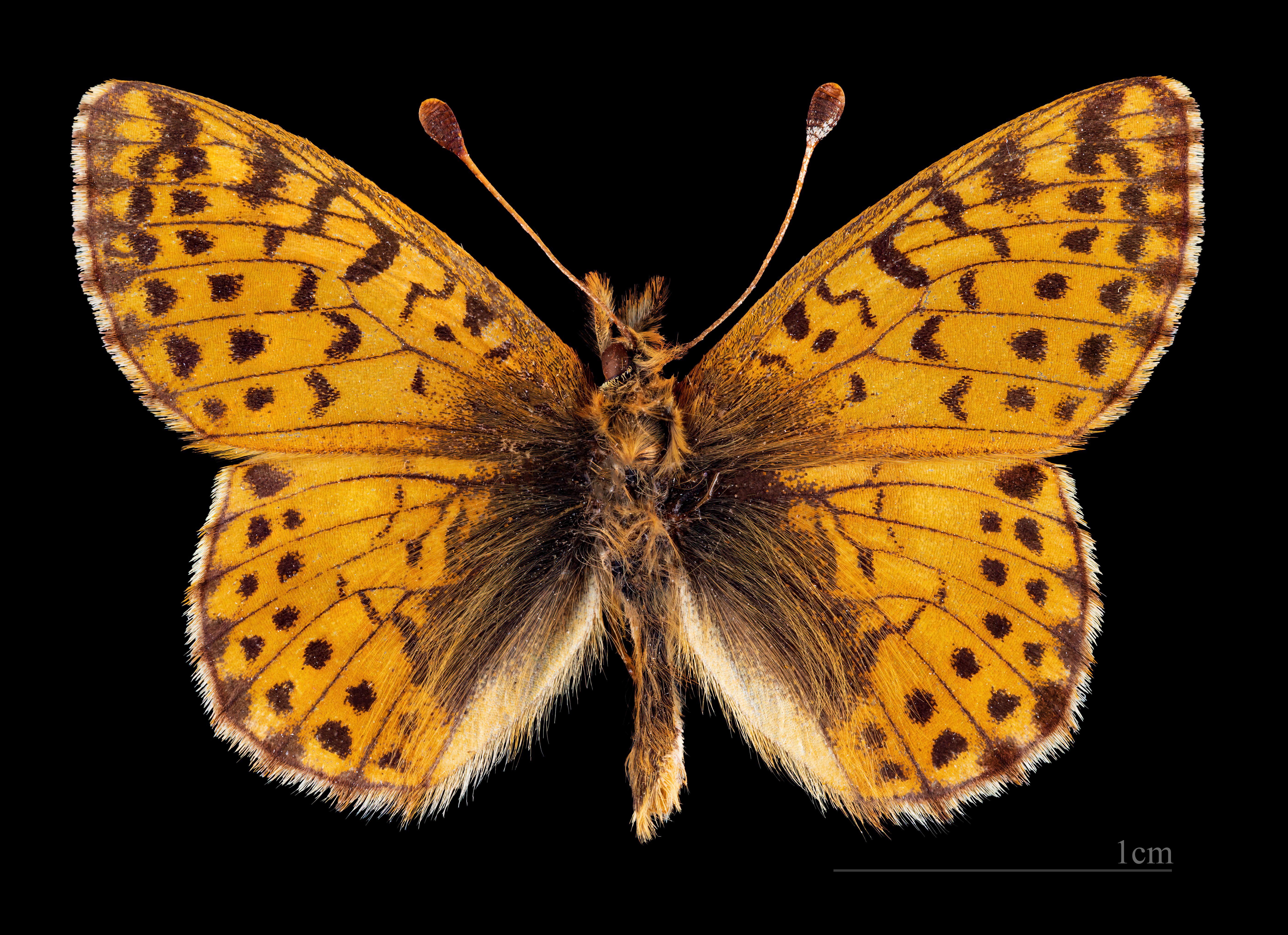
Boloria pales palustris
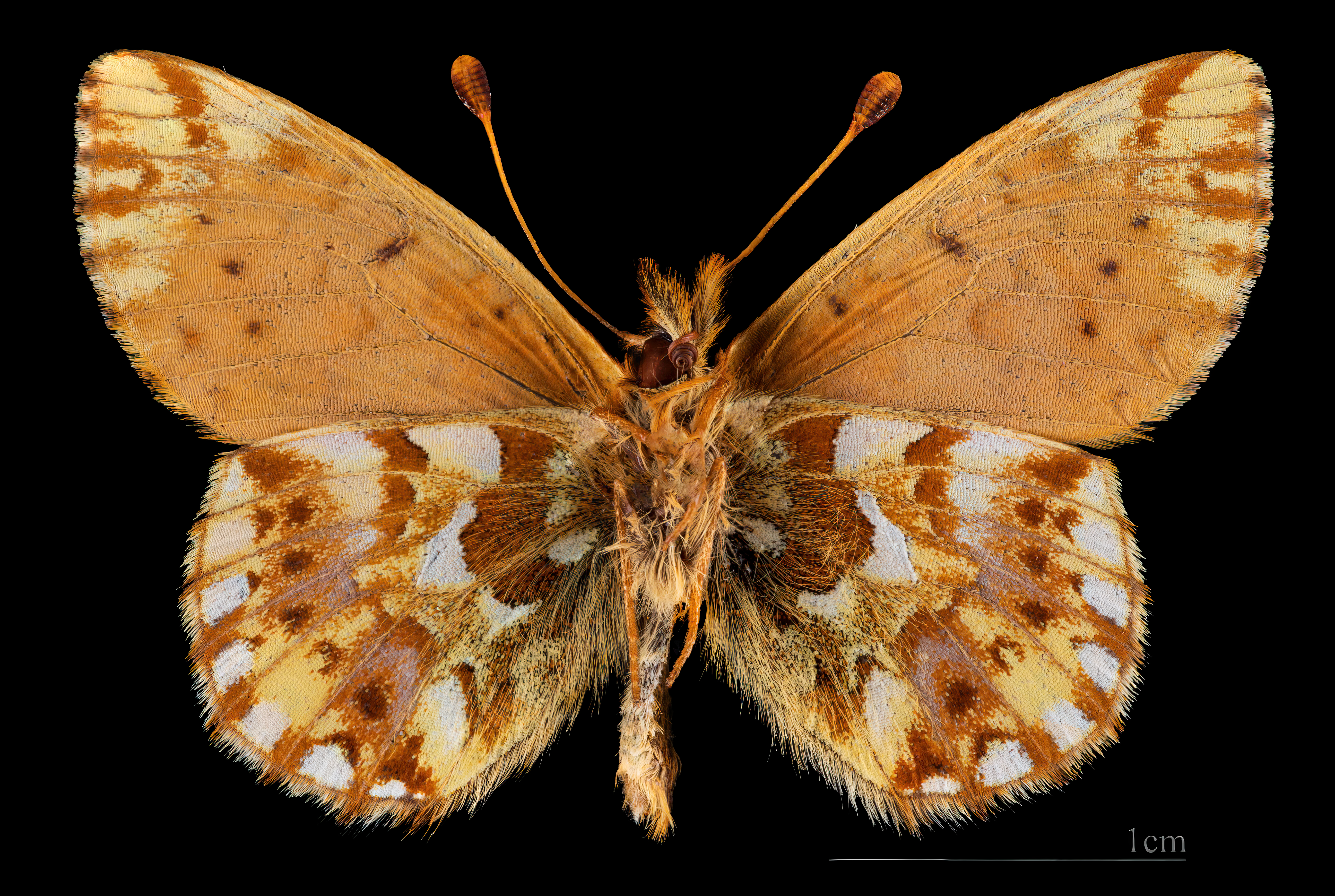
△  Boloria pales palustris
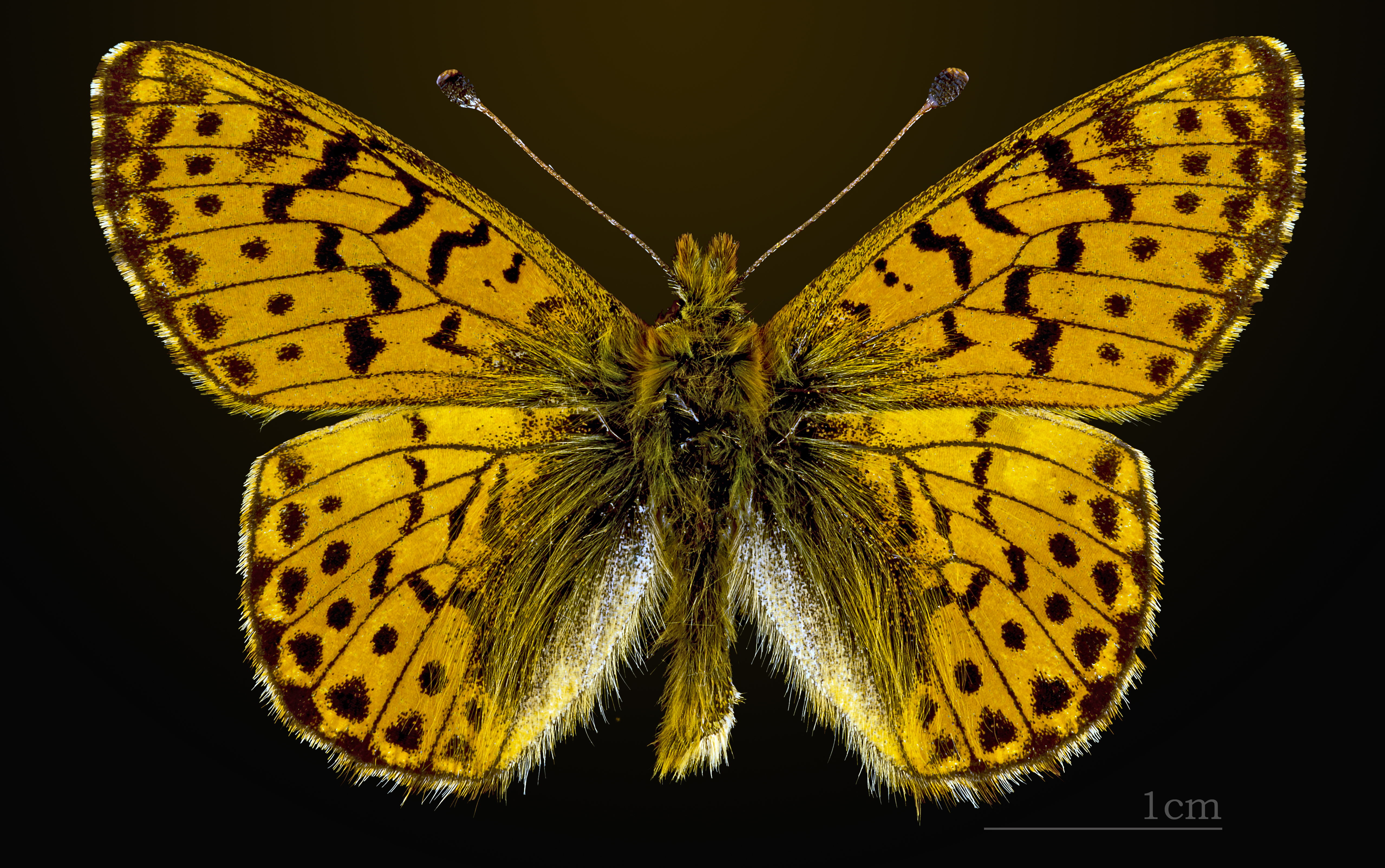
Boloria pales pyrenesmiscens
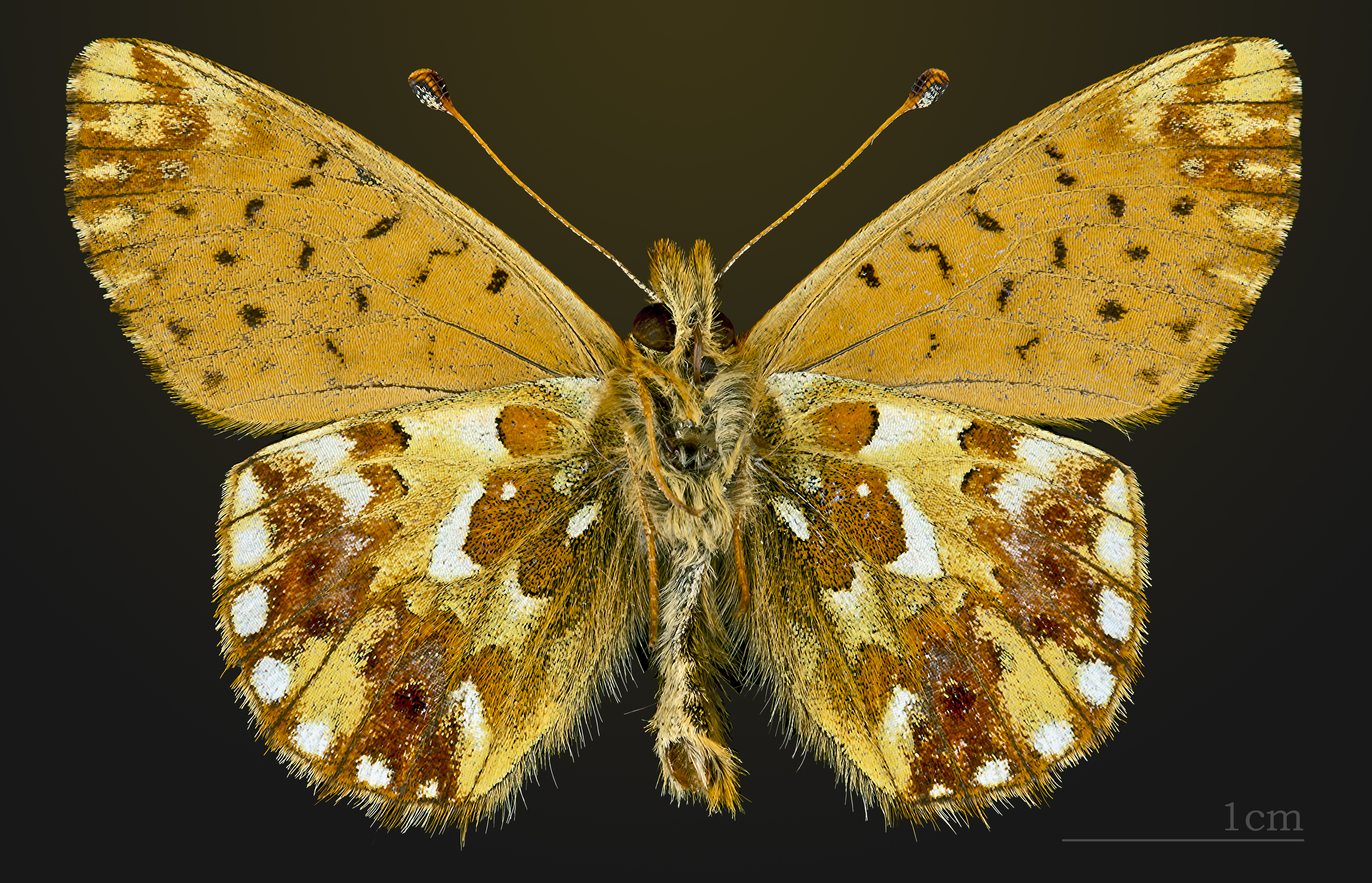
△  Boloria pales pyrenesmiscens

## Siedlisko
Kwieciste łąki alpejskie, trawiaste przestrzenie wśród kosodrzewiny.

## Biologia i rozwój
Wykształca jedno pokolenie w roku (lipiec-sierpień). Lata szybko i sprawnie, gatunek heliofilny. Roślinami żywicielskimi są w Alpach fiołek wapieniolubny, babka alpejska, a w Polsce najprawdopodobniej fiołek alpejski. Jaja składane są na roślibach żywicielskich. Larwy zimują, wg niektórych źródeł dwukrotnie.

## Rozmieszczenie geograficzne
Góry Europy i Azji, w Polsce – Tatry.